# 5474 Gingasen
5474 Gingasen (1988 XE1) là một tiểu hành tinh vành đai chính được phát hiện ngày 3 tháng 12 năm 1988 bởi Tetsuya Fujii và Kazuro Watanabe ở Kitami.